# Райт, Гильермо
Гильермо Хайден Райт (исп. Guillermo Hayden Wright; 12 февраля 1872 — 1949) — мексиканский игрок в поло, бронзовый призёр летних Олимпийских игр 1900.
На Играх входил в состав мексиканской сборной. Она сразу вышла в полуфинал, где проиграла третьей смешанной команде. Несмотря на это, их команда заняла третье место и получила бронзовые медали.